# メディア語
メディア語（メディアご、英: Median language）は、イラン語群に属する言語である。メディア王国で話されていた言語である。

## 概要
メディア人の存在は紀元前9世紀には知られ、その言語はおそらくメディア王国の公用語であったと思われるが、資料は何も残っていない。古代ペルシア語中にメディア語からの大量の借用語があり、それによって知られる。また、ペルシア人の固有名詞はエラム語では古代ペルシア語形で記されるのに対し、アッカド語碑文ではメディア語形で記される。音韻的には古代ペルシア語と異なり、古代アヴェスター語に近い。
メディア語の有名な単語に、ヘロドトス『歴史』に出てくる σπάκα (spaka)「犬」がある。この語はメディア語とアヴェスター語の共有する音変化の特徴を示す（IE *k̂w > sp）。